# HM 16
Le AMIG HM 16 (Ammunition & Metallurgy Industries Group) est une arme iranienne de calibre 120 mm construit actuellement par les industries d'armement iraniennes.

## Caractéristiques
Il est décliné en HM 15 et HM 19.

## Opérateurs
- Iran
- Ukraine, fournis par l'Iran[1].